# Müveddet Kadın

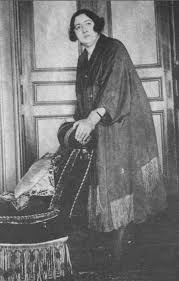
Müveddet Kadın

Müveddet Kadın (* 12. Oktober 1893 in Derbent als Şadiye Çıhçı; † 1951 in Istanbul) war die dritte Kadın des osmanischen Sultans Mehmed VI.

## Leben
Müveddet Kadın wurde 1893 als Şadiye Çıhçı in Derbent (heute Russland) als Tochter der abchasischen Adelsfamilie Çıhçı geboren. Ihr Vater war Kato Davud Bey Çıhçı (1854–1902) und ihre Mutter Ayşe Hanım. Sie hatte einen älteren Bruder, Ali Bey (* 1890), und die beiden jüngeren Brüder Şaban Bey (1895–1960) und Fevzi Bey (1897–1953).
Ihre Tante mütterlicherseits war Hazinedar („Schatzmeisterin“) in Mehmeds Harem und nahm sie als Bedienstete im Dolmabahçe-Palast auf. Sie wechselte dann zu Abdülmecids I. Gemahlin Şayeste Hanım in den Çengelköy-Palast. Müveddet heiratete Mehmed VI. am 25. April 1911 im Palast in Çengelköy. Ein Jahr nach der Hochzeit kam am 5. Oktober 1912 der einzige Sohn des Paares, Şehzade Mehmed Ertuğrul, zur Welt. Nach der Thronbesteigung Mehmeds am 4. Juli 1918 wurde sie zur zweiten Gemahlin ernannt.
Mehmed wurde am 1. November 1922 entthront und ging mit dem Sohn Ertuğrul am 17. November 1922 ins Exil. Müveddet wurde gemeinsam mit anderen Mitgliedern der osmanischen Sultansfamilie auf Anordnung des türkischen Parlaments bis zum 10. März 1924 im Feriye-Palast unter Arrest gestellt und dann ausgewiesen. Sie traf Mehmed im italienischen Sanremo.
Nach Mehmeds Tod im Jahr 1926 ging Müveddet mit ihrer Tochter Ulviye Sultan nach Paris. Sie lebte dort einige Zeit alleine mit der Tochter und zog schließlich zu Sami Bey, einem Sohn der osmanischen Prinzessin Mediha Sultan. Im Jahr 1929 zog Müveddet nach Alexandria und heiratete am 2. Mai 1932 Şakir Bey, den Sohn von Emin Pascha. Prinz Ertuğrul weigerte sich stets, die zweite Ehe seiner Mutter anzuerkennen und sah sie nie wieder. Die Ehe hielt nur vier Jahre und wurde am 28. Februar 1936 geschieden.
Nachdem in der Türkei ein Gesetz verabschiedet worden war, das es den Witwen der Sultane erlaubte, in die Türkei zurückzukehren, ging sie 1948 zurück nach Istanbul und zog in das Haus in Çengelköy, das sie erworben hatte.
Müveddet starb 1951 in ihrem Haus in Çengelköy und wurde auf dem kleinen Privatfriedhof des Anwesens bestattet.